# Gaston Arel
Pour les articles homonymes, voir Arel.
 (Juin 2023).
Gaston Arel, né le 10 septembre 1928 à Trois-Rivières et mort le 28 décembre 2021 à Montréal, est un organiste et professeur québécois.

## Études
À cinq ans, il commence des études en piano avec Sr. Laure Dufault à Saint-Hyacinthe. Puis, de 1941 à 1953, il travaille le piano et l’orgue avec Conrad Letendre. De 1945 à 1953, il est organiste à la cathédrale de Saint-Hyacinthe. De 1947 à 1951, il travaille le piano avec Arthur Letondal, en cours privés, et au Conservatoire de musique de Montréal (1947-1948). Lauréat en orgue de l’Académie de musique du Québec en 1948, il se mérite le troisième prix de la Société Casavant l’année suivante. 
Une bourse du gouvernement du Québec lui permet de se rendre à Paris étudier auprès d’André Marchal de 1953 à 1954. En 1955, il épouse Lucienne L’Heureux (1931), elle-même organiste. Ils auront trois enfants. 
Boursiers du Conseil des Arts du Canada, ils se rendent à Hambourg, en Allemagne de l'Ouest, en 1960, perfectionner leur art auprès de Charles Letestu, avec lequel ils font un second stage d’études en 1964.

## Organiste
De retour à Montréal après son séjour chez Marchal, il est nommé organiste titulaire de l’église de l’Immaculée-Conception, succédant à Raymond Daveluy, poste qu’il occupera de 1954 à 1974. 
En 1960, à son instigation, la paroisse se débarrasse de son vieux Casavant de 1914 et fait installer à la place un orgue mécanique de style néo-baroque allemand construit par Rudolf von Beckerath, le 3e de ce facteur à Montréal en autant d’années. À la suite d'un conflit avec la direction, Gaston Arel démissionne de son poste d’organiste en 1974. Dix ans plus tard, il devient titulaire de l’orgue mécanique Hellmuth Wolff (1973) de l’église abbatiale du monastère cistercien Notre-Dame-du-Lac à Oka, au Québec. Il le demeurera jusqu’à l’abandon du monastère par les Trappistes qui s’installent dans un nouveau monastère à Saint-Jean-de-Matha en 2009.

## Concertiste
Depuis 1955, Gaston Arel a participé comme interprète à différentes émissions de radio aux réseaux français et anglais de la société Radio-Canada, notamment les séries «L’œuvre d’orgue de Bach», «Récital d’orgue» et «Organists in Recital». Il a été invité régulièrement par les Amis de l’orgue de Québec, Ars Organi (dont il est membre fondateur en 1960 et secrétaire-trésorier jusqu’à la fin en 1973), les Concerts spirituels, les Jeunesses musicales du Canada, Pro Organo, etc. Il se fait entendre en concerts dans de nombreuses villes au Québec, au Canada, aux États-Unis, en Belgique, en Grande-Bretagne et en France. En juillet 1994, il fait une tournée en Ukraine avec son épouse, Lucienne L’Heureux-Arel, devenant ainsi les premiers organistes en provenance du Québec et du Canada à jouer dans ce pays après la chute du régime soviétique. 
Gaston Arel a assuré la création de plusieurs œuvres de compositeurs québécois telles que le Concerto en mi pour orgue et orchestre (1981) de Raymond Daveluy, Variations en passacaille pour orgue (1984) d’André Prévost et les Variations pour orgue op. 42 (1989) de Jacques Hétu.

## Professeur
Professeur de piano et d’orgue au séminaire de Saint-Hyacinthe (1951-1964), d’orgue et d’harmonie au Conservatoire de Trois-Rivières (1964-1969, 1976-1977), il enseigne aussi au Conservatoire de musique de Montréal de 1964 à 1995, ainsi qu’au Centre d'arts Orford (1973-1979). Parmi ses élèves, on compte : Jean Le Buis, Antoine Leduc.

## Autres fonctions
Il fut président des Compagnons de l’art de Saint-Hyacinthe (1946-1949), premier président national des Jeunesses musicales du Canada (1949-1950), président de l’Académie de musique du Québec, membre des jurys du Conseil des Arts du Canada (1975) et vice-président du centre de Montréal du Collège Royal Canadien des Organistes (1975-1976).
Cofondateur en 1990 des Amis de l’orgue de Montréal, Gaston Arel en assume la présidence. En 1994, il devient président-fondateur de la Fédération québécoise des amis de l’orgue (FQAO).
L’un des chefs de file du mouvement de retour à l’orgue à traction mécanique à la fin des années 1950, Gaston Arel a contribué, comme expert-conseil, à l’installation de plusieurs orgues néo-baroques à traction mécanique au Québec, notamment le Beckerath de l’église de l’Immaculée-Conception à Montréal (1961), le Wolff de la l’église abbatiale du monastère cistercien Notre-Dame-du-Lac à Oka (1973), l’orgue classique français du Grand-Séminaire de Montréal (1990), et celui de l’église St-Léon de Westmount (1995), ces deux derniers réalisés par la firme Guilbault-Thérien.
Il participe activement aux Éditions musicales Lucarel, spécialisées dans le répertoire vocal liturgique et de la musique d’orgue, fondées en 2002 par son épouse Lucienne Arel et Gilles M. Leclerc, organiste et compositeur.

## Distinctions
Gaston Arel a reçu le Prix Opus de l’«interprète de l’année 2000-2001» du Conseil québécois de la musique en novembre 2001.

## Discographie
Gaston Arel a enregistré de nombreux disques, contenant souvent des œuvres de compositeurs québécois et canadiens, comme:
- Œuvres de Roger Matton. Gaston Arel aux grandes orgues Casavant de la Basilique Notre-Dame de Québec (RCI AMC29).

Discographie partielle établie par Alain Cartayrade sur France Orgue.